# The County Chairman
The County Chairman er en amerikansk stumfilm fra 1914 af Allan Dwan.

## Medvirkende
- Harold Lockwood som Tillford Wheeler.
- Willis P. Sweatnam som Sassafras Livingston.
- William Lloyd som Elias Rigby.
- Daisy Jefferson som Lucy Rigby.
- Helen Aubrey som Mrs. Rigby.